# Dunn
Dunn je priimek več oseb:
- Debbie Dunn, ameriška atletinja
- Donald »Duck« Dunn, ameriški glasbenik
- Keith Frederick William Dunn, britanski general
- Mike Dunn – več znanih ljudi
- Piers Duncan Williams Dunn, britanski general